# Hosea Ballou II
Hosea Ballou II (Guilford, Vermont, 18 de outubro de 1796 – Medford, Massachusetts, 27 de maio de 1861) foi um ministro da Igreja Universalista da América e o primeiro presidente da Universidade Tufts, de 1853 a 1861. Ballou recebeu seu nome em homenagem a seu tio-avô Hosea Ballou e era chamado pelo nome de Hosea Ballou II por seus amigos, editores, funcionários da Universidade Tufts, e outros geralmente seguiram este exemplo.

## Vida e carreira
Ballou nasceu em Halifax, Vermont. Era filho de Asahel Ballou e Martha Starr, um descendente de Comfort Starr, um dos incorporadores originais do Harvard College. Pregou aos universalistas em Stafford, Connecticut (1815–1821); e em Massachusetts, em Roxbury (1821–1838) e em Medford (1838–1853); e em 1853 foi eleito primeiro presidente do Tufts College em Medford, servindo naquele cargo até pouco antes de sua morte. Ele casou-se com Clarissa Hatch em 1820 e tiveram sete filhos.
Foi o primeiro (1847) a exortar a necessidade de um colégio denominacionalista universalista, e isso contribuiu muito para a fundação da Universidade Tufts. Foi associado com seu tio-avô Hosea Ballou na edição da The Universalist Quarterly Review; editou uma edição da História das Cruzadas de Jean de Sismondi (1833); e escreveu a História Antiga do Universalismo até o ano 553 (1829; 2ª ed., 1842).
Em 1843, substituiu William Ellery Channing como membro do Conselho de Supervisores de Harvard, e manteve esse cargo até 1858.

## Escritos
- The Ancient History of Universalism, from the Time of the Apostles to the Fifth General Council (1829)
- A Collection of Psalms and Hymns for the Use of Universalist Societies and Families (1837)
- "Review of the Denomination of Universalists in the United States," Universalist Expositor (1839)
- Counsel and Encouragement: Discourses on the Conduct of Life (1866)